# 臺南市美術館
臺南市美術館（簡稱南美館）位於中華民國臺南市中西區，是臺灣唯一身兼科學研究、修復畫作與行政法人身分的美術館，2018年10月17日1館（原臺南警察署）試營運，2019年1月27日2館（坂茂設計新建築）正式開館，總樓地板面積為26,400平方公尺。內部空間有多功能劇場、兒童藝術中心、藝術家專室和美術科學研究中心。

## 歷史
- 許添財就任臺南市市長後，為了推動「安平港國家歷史風貌園區計畫」，臺南市政府向行政院爭取到補助經費。市府原擬在安平造船廠區興建「亞太美術館」，後因協調遷廠不順，全案告終[2]。
- 2010年臺南市縣合併直轄市後，臺南市政府宣布美術館進入正式籌設階段。由於將採行政法人方式規劃運作，因而不稱「市立」[3][4]（p. 12）。
- 2011年6月17日，時任市長賴清德宣布館址為市定古蹟原臺南警察署及公十一號停車場[5]。12月17日，收藏家張惠華捐贈拜倫．加爾維斯（英语：Byron Galvez）巨幅油畫作品《吶喊Ⅱ》，作為南美館首幅館藏品[6][7][8]。
- 2013年1月5日，召開公聽會[9]。
- 2014年9月6日，國際徵圖結果揭曉，由聯鋼營造奪得首獎，團隊中包括日本坂茂建築設計事務所。坂茂為2014年普立茲克獎得主[10]。
- 2015年12月18日，舉行動土典禮[11]。
- 2016年11月，文化部核准南美館設立行政法人[12]。12月23日，台南市議會第2屆第4次定期大會決議通過《台南市美術館設置自治條例》。
- 2017年2月9日，臺南市政府公告《台南市美術館設置自治條例》施行[4]（p. 12）。3月17日，成立第一屆董監事會[13]。
- 2018年10月17日，臺南市美術館1館開始試營運。
- 2019年1月14日，舉辦「2館興建工程謝土典禮」[14]。1月27日，2館舉行開館典禮[15]。11月17日，臺灣模特兒林志玲與日本放浪兄弟成員AKIRA於1館舉行婚宴[16]，後以個人名義永久認養1館之景觀花園。12月1日，臺南市官方聖誕樹自國立台灣文學館移師美術館2館[17]。
- 2022年5月21日，五月天捐助之M&M studio於1館落成啟用。[18]
- 2023年3月25日，陳澄波文化基金會董事長陳立栢代表陳澄波家族將國家重要古物-陳澄波畫作〈清流〉捐贈給台南美術館典藏。[19]
- 2024年7月29日，2館爭取無償撥予文化部升格為國家美術館獲核定，預計2025年成立「台南國家美術館籌備處」接手營運；而位於1館隔壁的原嘉南大圳組合事務所（現為農業部農田水利署嘉南管理處廳舍），在行政院多次召開跨部會協調會議後確認未來全棟整修完計畫轉作臺南市美術館新場館。[20][21]
- 2025年3月25日，計畫專注於1895至1960年間的台灣近現代美術「台南國家美術館籌備處」（簡稱南國美）於2館掛牌成立[22][23]，在南國美正式法制化前，2館將由南美館與南國美籌備處並行營運，但人事、財務預算、藏品均各自獨立運作。[24]

## 場館介紹

### 1館

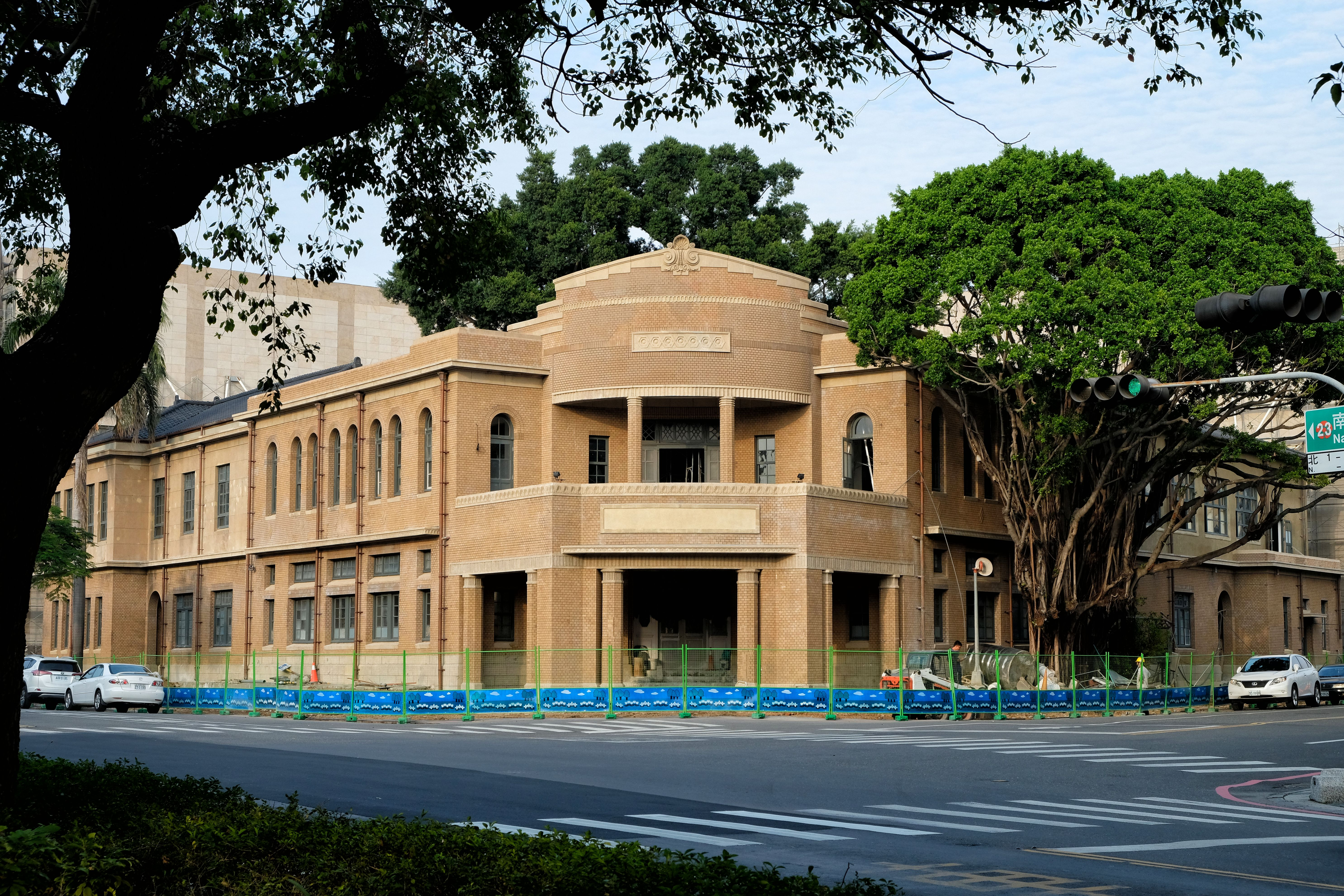
修復中的原臺南警察署

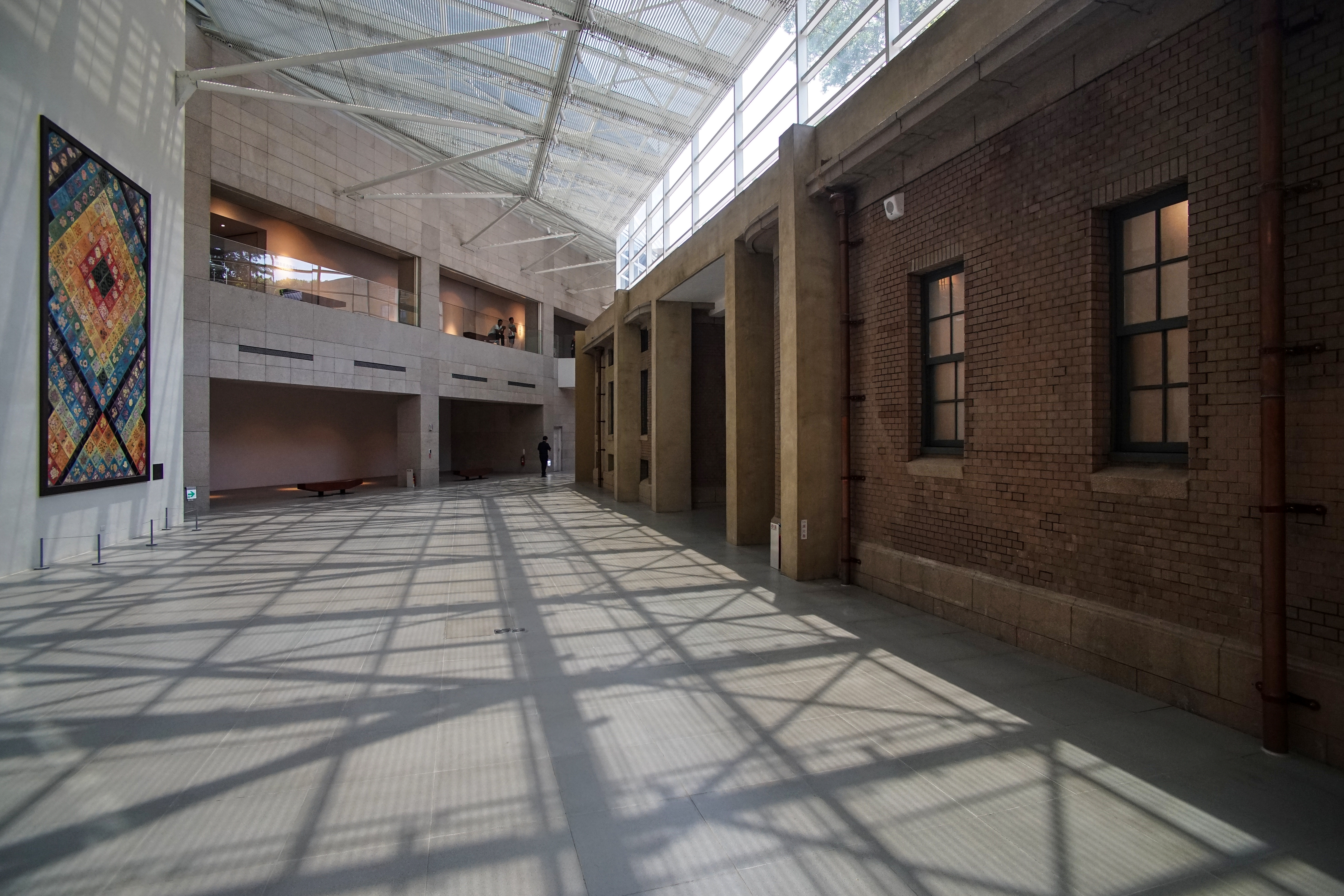
臺南市美術館1館中央廊道

前身為臺南市警察局廳舍（市定古蹟原臺南警察署），與林百貨同為梅澤捨次郎所設計，館舍以古蹟建築為主體，透過古蹟修復再利用，結合周圍空間重新規劃設計，展示空間約有1,024平方公尺，設有10間展覽室，全館已於2018年8月完工，於同年10月17日試營運，並與2館於2019年1月27日開幕，以建築修復展、典藏捐贈展和作品修復展與世人見面。

### 2館

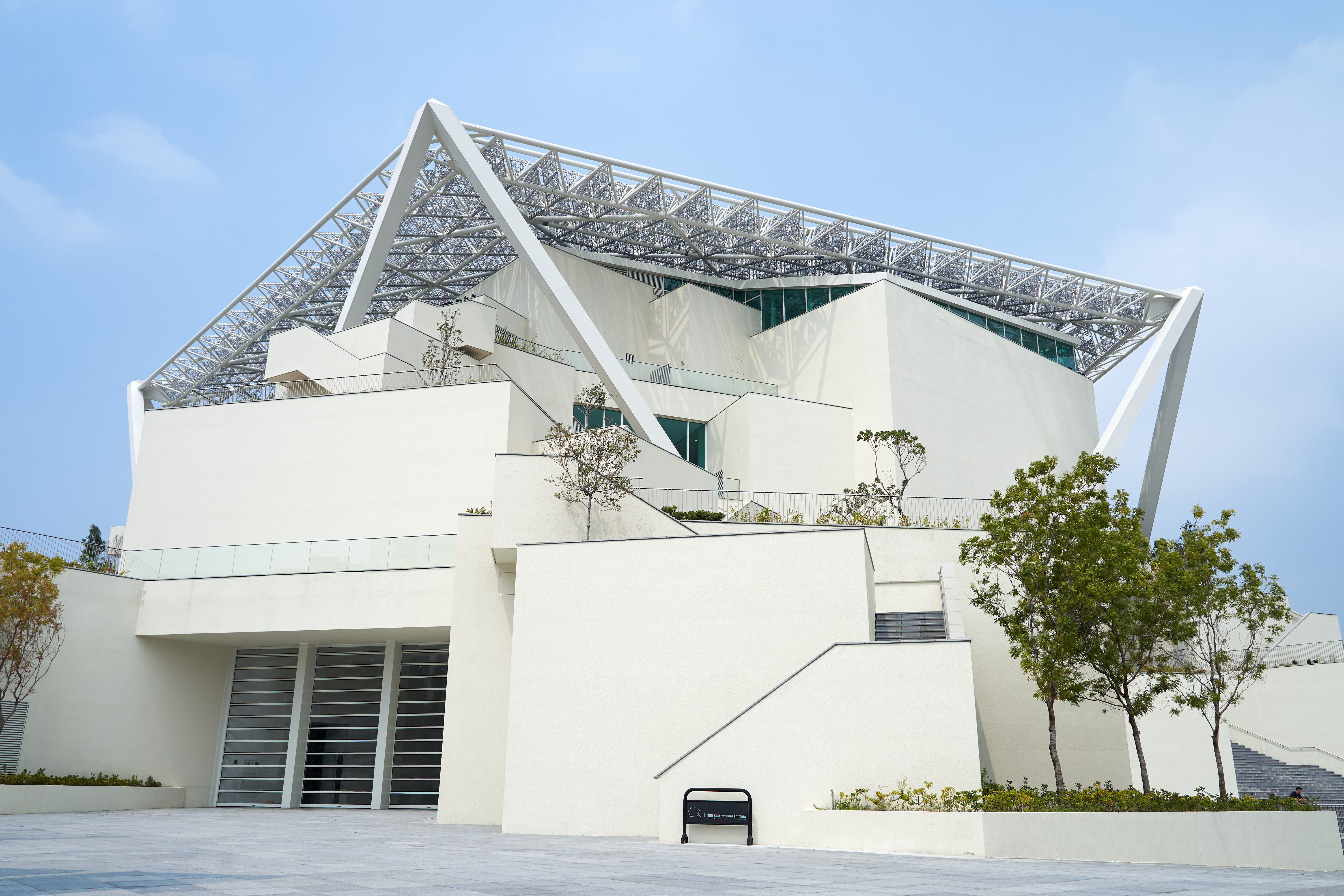
臺南市美術館2館外圍

前身為公11停車場，由石昭永建築師及日本坂茂建築設計事務所共同打造，展示空間約有2,960平方公尺，設有17間展覽室，部分展廳可運用自然光，原停車場功能將改為美術館地下停車場，全館已於2019年1月中旬完工，2019年1月27日正式啟用。
國際競圖評選參加團隊
- 坂茂+聯鋼營造+石昭永[25]
- 平田晃久+春原營造+張瑪龍[26]
- 福清營造+仲觀+wHY Architecture[27]
- 藤本壯介+泰洲營造+葉世宗[28]
- 福住建設+竹間聯合建築事務所[29]

#### 2館基地歷史
清朝時期該地為臺南豪族吳汝祥之宅邸宜秋山館。
1895年甲午戰爭後吳汝祥捐獻出其宅邸，日本北白川宮能久親王在征戰台灣南部期間駐紮於宜秋山館。1895年10月能久親王因瘧疾而病逝於宜秋山館側邊廂房，後在東側新建主祭北白川宮能久親王之台南神社於1923年完工。
1946年中華民國政府將日治時期的台南神社，改名為忠烈祠，入口橫樑刻上「浩氣千秋」四個大字。
1969年，忠烈祠遷移至健康路一段，改名為國民革命忠烈祠，現址原有的建築由市長林錫山拆除、改建為成台南市第一棟的環型室內體育館。
1991年7月間，時任市長施治明拆除體育館，再依都市計畫改建為第11號公園及公11地下停車場。
2025年3月，文化部宣布臺南國家美術館籌備處成立，宣布台南市立美術館二館將遷移至農田水利會嘉南管理會廳舍，而原二館址未來升格為「臺南國家美術館」。

### 美術館廊道
兩館之間的友愛街將規劃為「美術廊道」以串聯二者。興建經費為新臺幣17.78億元，和臺南市立圖書館總館興建經費新臺幣18.33億元大致相當。另外臺南市政府曾與嘉南農田水利會洽談，希望取得原臺南警察署對面的原嘉南大圳組合事務所作為擴充館址，以彌補現有館舍空間的不足。

## 組織架構
- 董事會、監事會
  - 館長
    - 副館長

內部單位
- 館本部
- 研究典藏部
- 展覽企劃部
- 教育推廣部
- 資源開發部
- 行政管理部[34]

## 歷任首長

### 館長
| 姓名   | 就職時間       | 卸任時間       | 備註                                           |
| ------ | -------------- | -------------- | ---------------------------------------------- |
| 林保堯 | 2017年5月12日  | 2017年12月20日 | 國立臺北藝術大學名譽教授，後遭撤換             |
| 潘襎   | 2018年2月      | 2020年12月30日 | 佛光大學文化資產與創意學系系主任               |
| 黃光男 | 2020年12月31日 | 2021年1月31日  | 董事長兼代                                     |
| 林育淳 | 2021年2月1日   | 2023年3月17日  | 臺北市立美術館典藏組組長 臺南市美術館總監      |
| 林秋芳 | 2023年3月17日  | 2025年3月17日  | 原輔仁大學中國天主教文物館館長                 |
| 龔卓軍 | 2025年3月17日  | 現任           | 國立臺南藝術大學藝術創作理論研究所教授、策展人 |

### 董事長
| 姓名   | 就職時間      | 卸任時間      | 備註                           |
| ------ | ------------- | ------------- | ------------------------------ |
| 陳輝東 | 2017年        | 2019年3月25日 | 後任榮譽董事長                 |
| 黃光男 | 2019年3月25日 | 2021年        |                                |
| 蘇憲法 | 2021年3月17日 | 2023年3月17日 | 國立臺灣師範大學美術系名譽教授 |
| 趙卿惠 | 2023年3月17日 | 2025年3月17日 | 臺南市副市長兼任               |
| 游文玫 | 2025年3月17日 | 現任          | 原中華民國畫廊協會秘書長       |

## 其他縣市美術館
- 國立臺灣美術館
- 臺北市立美術館
- 高雄市立美術館
- 新北市立美術館
- 臺中市立美術館（興建中）
- 桃園市立美術館（興建中）
- 彰化縣立美術館
- 嘉義市立美術館
- 臺東美術館
- 新竹市美術館
- 屏東市立美術館
- 台灣博物館列表

## 外部連結
- 未來的美術館‧臺南 臺南美術館先期規劃系列活動 （页面存档备份，存于）
- 台南市美術館2館  台南旅遊網 （页面存档备份，存于）
- 臺南市美術館網站 （页面存档备份，存于）
- 臺南市美術館的Facebook專頁
- YouTube上的臺南市美術館頻道